# Isakkau
Isakkau (en georgiano: ისაკყაუ; en osetio: Исахъыхъæу; en ruso: Исакыкау) es una aldea que pertenece a la parcialmente reconocida República de Osetia del Sur, parte del distrito de Znaur, aunque de iure pertenece al municipio de Tighvi de la región de Iberia Interior de Georgia.

## Toponimia
Anteriormente, la aldea se conocía como Giorgitsminda (en georgiano: გიორგიწმინდა).

## Geografía
Isakkau se encuentra en la margen derecha del río Shua Froni, a 3 kilómetros de Kornisi. 

## Historia
De 1922 a 1990 formó parte del distrito de Znaur del óblast autónomo de Osetia del Sur. De 1990 a 2006, formó parte del raión de Kareli y, desde 2006, forma parte del municipio de Tighva.

## Demografía
La evolución demográfica de Isakkau entre 1959 y 2015 fue la siguiente:
| 101                                                      | 17 |
| (Fuente: Population of South Ossetia since Soviet times) |    |

Según el censo soviético de 1959, la mayoría de la población local eran osetios.